# Толленд (округ)
То́лленд (англ. Tolland County) — округ в штате Коннектикут, США. Официально образован в 1785 году. По состоянию на 2010 год, численность населения составляла 152 691 человек.

## География
По данным Бюро переписи США, общая площадь округа равняется 1080,031 км², из которых 1061,901 км² — это суша и 17,612 км² или 1,6 % — это водоёмы.

## Население
По данным переписи населения 2000 года в округе проживает 136 364 жителей в составе 49 431 домашних хозяйств и 34 156 семей. Плотность населения составляет 128,00 человек на км2. На территории округа насчитывается 51 570 жилых строений, при плотности застройки около 49,00-ти строений на км2. Расовый состав населения: белые — 92,34 %, афроамериканцы — 2,72 %, коренные американцы (индейцы) — 0,21 %, азиаты — 2,27 %, гавайцы — 0,03 %, представители других рас — 1,08 %, представители двух или более рас — 1,35 %. Испаноязычные составляли 2,84 % населения независимо от расы.
В составе 33,30 % из общего числа домашних хозяйств проживают дети в возрасте до 18 лет, 58,00 % домашних хозяйств представляют собой супружеские пары проживающие вместе, 8,00 % домашних хозяйств представляют собой одиноких женщин без супруга, 30,90 % домашних хозяйств не имеют отношения к семьям, 23,50 % домашних хозяйств состоят из одного человека, 7,70 % домашних хозяйств состоят из престарелых (65 лет и старше), проживающих в одиночестве. Средний размер домашнего хозяйства составляет 2,54 человека, и средний размер семьи 3,03 человека.
Возрастной состав округа: 23,10 % моложе 18 лет, 12,90 % от 18 до 24, 30,70 % от 25 до 44, 23,20 % от 45 до 64 и 23,20 % от 65 и старше. Средний возраст жителя округа 36 лет. На каждые 100 женщин приходится 100,60 мужчин. На каждые 100 женщин старше 18 лет приходится 99,50 мужчин.
Средний доход на домохозяйство в округе составлял 59 044 USD, на семью — 70 856 USD. Среднестатистический заработок мужчины был 46 619 USD против 34 255 USD для женщины. Доход на душу населения составлял 25 474 USD. Около 2,90 % семей и 5,60 % общего населения находились ниже черты бедности, в том числе — 4,60 % молодёжи (тех, кому ещё не исполнилось 18 лет) и 5,20 % тех, кому было уже больше 65 лет.